# Касјано Чаварија
Касјано Хосе Чаварија (Ла Паз, 3. августа 1901. — датум смрти није познат) био је боливијски фудбалер који је играо на позицији одбрамбеног играча.

## Каријера клуба
Каријеру у клупском фудбалу провео је у Калавера Ла Паз између 1925. и 1931. године.

## Репрезентативна каријера
Током каријере учествовао је на првенству Јужне Америке 1926. и 1927., а два пута је наступио за репрезентацију Боливије на Светском првенству 1930. у Уругвају.